# Trasacco
Trasacco est une commune de la province de L'Aquila dans la région Abruzzes en Italie.

## Histoire
- La Tour Febonio

## Administration
| Période                                  | Période  | Identité            | Étiquette     | Qualité |
| ---------------------------------------- | -------- | ------------------- | ------------- | ------- |
| 28 mai 2002                              | En cours | Gino Gabriele Fosca | Centro-Destra |         |
| Les données manquantes sont à compléter. |          |                     |               |         |

### Communes limitrophes
Avezzano, Celano, Civita d'Antino, Collelongo, Luco dei Marsi, Ortucchio, Pescina, San Benedetto dei Marsi